# Крекінг-установка у Йосу (Lotte)
Крекінг-установка у Йосу (Lotte) — складова частина нафтохімічного майданчика в південнокорейському портовому місті Йосу, який належить корпорації Lotte.
З 1979 року компанія Honam Petrochemical (головний попередник концерну Lotte) здійснювала у Йосу продукування поліетилену, поліпропілену та моноетиленгліколю на імпортованій сировині. А в 1992-му вона запустила тут власну установку парового крекінгу (піролізу), потужність якої станом на середину 2010-х становила 1 млн тонн етилену та 520 тисяч тонн пропілену, а після завершеної в 2018-му модернізації досягла 1,2 млн тонн та 620 тисяч тонн відповідно.
Як сировину установка тривалий час використовувала лише газовий бензин. Втім, поява на світовому ринку внаслідок «сланцевої революції» у США великих обсягів зріджених вуглеводневих газів призвела до залучення у процес піролізу пропану (та сама модернізація 2018 року).
Що стосується розташованих у Йосу виробництв похідних продуктів концерну Lotte, то станом на 2014 рік вони досягли потужності у 630 тисяч тонн поліетилену високої щільності, 320 тисяч тонн оксиду етилену (сировина для етиленгліколю) та 600 тисяч тонн поліпропілену. У другій половині 2010-х очікувалось введення в експлуатацію заводу етиленпропілендієнового каучуку (EPDM) потужністю 100 тисяч тонн на рік.
Що стосується фракції С4, то станом на середину 2010-х Lotte продукувала з її використанням лише 50 тисяч тонн метилметакрилату (один з методів отримання цього попередника акрилових полімерів та органічного скла передбачає використання ізобутилену). Наприкінці десятиліття концерн має запустити в Йосу завод стирен-бутадієнового каучуку потужністю 100 тисяч тонн.